# Половикова Клавдія Михайлівна
Клавдія Михайлівна Половикова (уроджена Діденко; (27 грудня 1896 , Харків  — 16 лютого 1979 , Москва ) — радянська акторка театру і кіно. Народна артистка РРФСР (1954). Мати акторки Валентини Сєрової.

## Біографія
Народилася 1896 року в Харкові, у родині робітника. Після закінчення харківської школи займалася на літературно-мистецьких курсах, виступала у театрі Миколи Синельникова, де була помічена Михайлом Тархановим, який порадив навчатися драматичному мистецтву в Москві.
У 1921 році закінчила Школу-студію Малого театру. З 1 вересня 1921 по 15 вересня 1936 року — артистка Театру-студії Малого театру (з 1932 року — Новий театр).
Потім грала у Московському театрі Революції (1934—1936), Театрі імені Лесі Українки в Києві (1936—1938), Ленінградському театрі імені Пушкіна (1938—1939). У 1939—1941 роках — артистка Московського театру імені Ленради, в 1941—1959 рр. — Московського театру драми.
Похована на Новому Донському цвинтарі (дільниця 4, алея 2).

### Родина
- Перший чоловік — Василь Васильович Половиков (Василь Половик) (1893—1966), інженер-гідролог.
- Дочка — Валентина Сєрова (1917—1975), актриса театру та кіно.
- Зять (1936) — Валентин Поляков, актор московського Театру робітничої молоді (ТРАМ)[5] .
- Зять (з 1938) — Анатолій Сєров (1910—1939), льотчик-винищувач, комбриг.
- Онук — Анатолій Анатолійович Сєров (1939—1975).
- Зять — Костянтин Симонов (1915—1979), письменник, поет, драматург і громадський діяч.
- Внучка — Марія Костянтинівна Симонова (нар. 1950). Виховувалась Клавдією Михайлівною[6], оскільки за рішенням суду її матері Валентина Сєрова (яка зловживала алкоголем) було заборонено проживати з донькою[7].
- Другий чоловік Абрам (Аркадій) Павлович Ефроїмсон (псевдонім Е. Фрам) (1904—1992), журналіст і радіокореспондент, редактор Центрального телебачення, брат Володимира Ефроїмсона (1908—1989)[1][3] .

## Театральні ролі
- Абігайль («Склянка води» Ежена Скріба)
- Анна Марківна («Зикови» Максима Горького)
- Анфіса («Пригоди Бальзамінова» Олександра Островського)
- Віра Ладигіна («Звичайна людина» Леоніда Леонова)
- Гертруда («Мачуха» Оноре де Бальзака)
- пані Капулетті («Ромео і Джульєтта» Вільяма Шекспіра)
- Донна Анна («Кам'яний гість» Олександра Пушкіна)
- Кабанова («Гроза» Олександра Островського)
- Карін Брат («Кіно-роман» Георга Кайзера))
- Кручініна («Без вини винні» Олександра Островського)
- Лариса Огудалова («Безприданниця» Олександра Островського)
- Ліза Калітіна («Дворянське гніздо» по Івана Тургенєва)
- Луїза («Загарбники»)
- Малютіна («Персональна справа» Олександра Штейна)
- Марія Стюарт («Марія Стюарт» Фрідріха Шіллера)
- Березня («Благочестива Марта» Тірсо де Моліна)
- Оксана («Загибель ескадри» Олександра Корнійчука)
- повія Мег («Мільйон Антонієв» В. Градова та В. Орлова)
- Реджіна («Лисички» Ліліан Хеллман)
- Сніжинська («Третя молодість» братів Турів)
- фру Лінде («Нора» Генріка Ібсена)
- Юдіф («Уріель Акоста» Карла Гуцкова)

## Фільмографія
- 1933 — Рвані черевики — сліпа
- 1936 — Покоління переможців — мати Свєтлова
- 1936 — Том Соєр — тітка Поллі
- 1936 — Троє з однієї вулиці — «прачка, мати Ваньки»
- 1939 — Вогняні роки — Юзефа
- 1942 — Принц і жебрак — мати
- 1946 — Глінка — Луїза Карлівна Іванова (у цьому фільмі знімалася також і її донька)[8]
- 1955 — Доля барабанщика — старенька
- 1958 — Ідіот — Ніна Олександрівна Іволгіна
- 1960 — Колискова — Анфиса
- 1960 — Чудотворна — Парасковія Петрівна, вчителька
- 1963 — Російський ліс — Семьониха
- 1964 — Хокеїсти — Ніна Володимирівна
- 1965 — Война и мир — княгиня Друбецька
- 1965 — Фітіль № 42 (новела «Підступство та кохання») — академік Руденко